# Thiết đậu
Thiết đậu hay còn gọi đậu lăng (danh pháp khoa học: Lens culinaris), là một loài thực vật có hoa trong họ Đậu. Loài này được Friedrich Kasimir Medikus miêu tả khoa học đầu tiên năm 1787.
Thiết đậu là một phần của chế độ ăn của con người từ thời kỳ đồ đá mới tiền gốm, là một trong những cây họ đậu đầu tiên được thuần hóa ở vùng Cận Đông. Bằng chứng khảo cổ cho thấy con người đã ăn đậu lăng 9.500 đến 13.000 năm trước đây.
Loài này có quả đậu ăn được. Nó là cây mọc thành bụi rậm rạp, sống một năm, cao khoảng 40 cm (16 in) với các hạt hình thấu kính. Mỗi quả đậu thường chứa 2 hạt.
Các giống thiết đậu gieo trồng có nguồn gốc từ phân loài hoang dã L. culinaris subsp. orientalis, mặc dù các phân loài khác cũng có thể đóng góp một số gen. Không giống như tổ tiên hoang dại, thiết đậu thuần hóa có quả đậu không nứt và hạt không ngủ đông.

## Phân loài
- Lens culinaris subsp. microsperma (Baumg.) N.F.Mattos, 1971
- Lens culinaris subsp. odemensis (Ladiz.) M.E.Ferguson, Maxted, van Slageren & L.D.Robertson, 2000
- Lens culinaris subsp. orientalis (Boiss.) Ponert, 1972
- Lens culinaris subsp. tomentosus (Ladiz.) M.E.Ferguson, Maxted, van Slageren & L.D.Robertson, 2000

## Sản xuất
| Canada         | 3.233.800 |
| Ấn Độ          | 1.055.536 |
| Thổ Nhĩ Kỳ     | 365.000   |
| Hoa Kỳ         | 255.061   |
| Nepal          | 253.041   |
| Thế giới       | 6.315.858 |
| Nguồn: FAOSTAT |           |

Năm 2016, sản xuất đậu lăng toàn cầu là 6,3 triệu tấn, với Canada chiếm 51% và Ấn Độ chiếm 17% sản lượng toàn cầu (xem bảng).
Saskatchewan là khu vực sản xuất lớn nhất tại Canada (95% sản lượng toàn Canada). Năm 2016, Thống kê Canada thông báo sản lượng đạt 3,2 triệu tấn, thu hoạch từ diện tích 5.700.000 mẫu Anh (2.300.000 ha).

## Hình ảnh

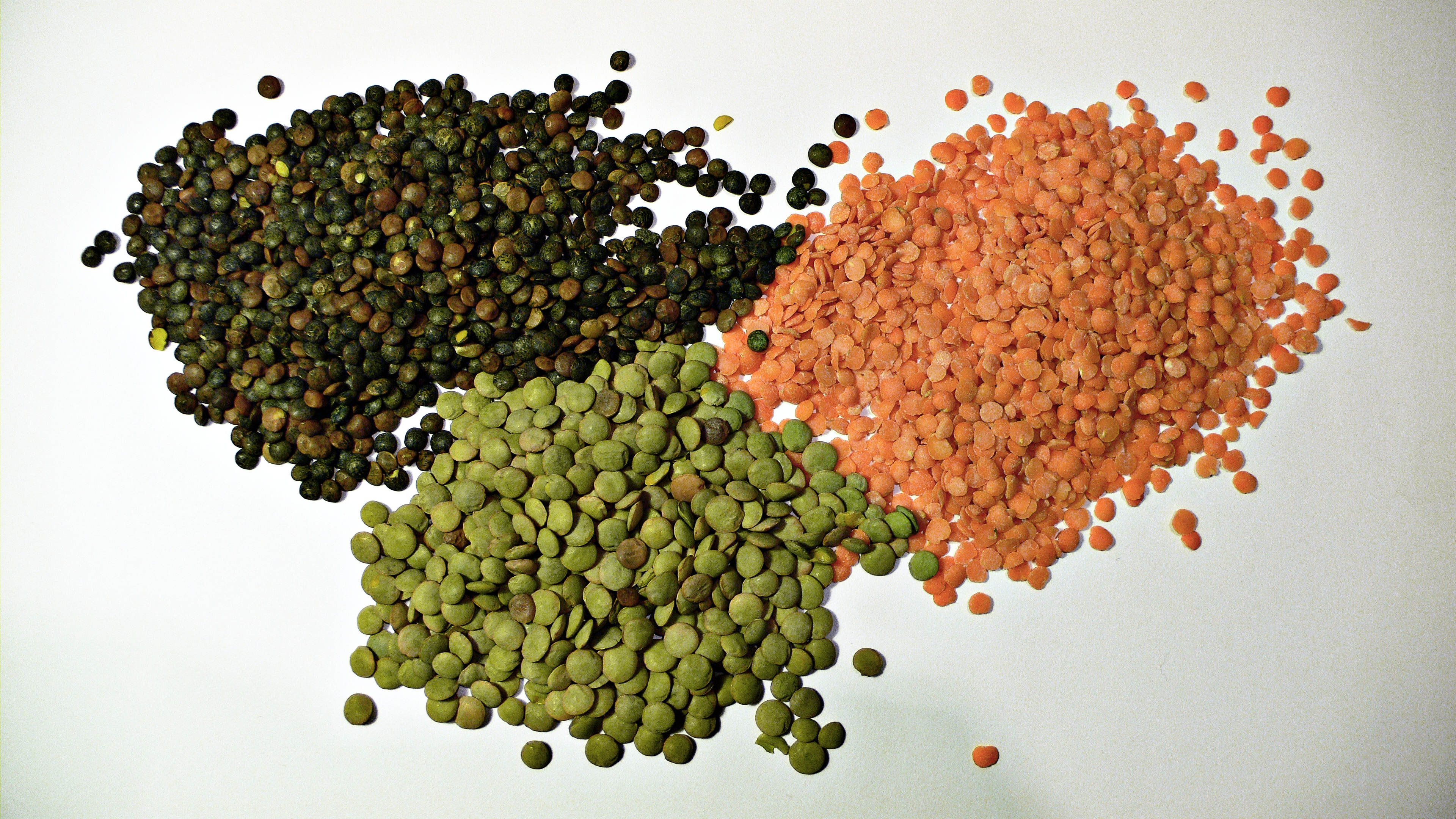
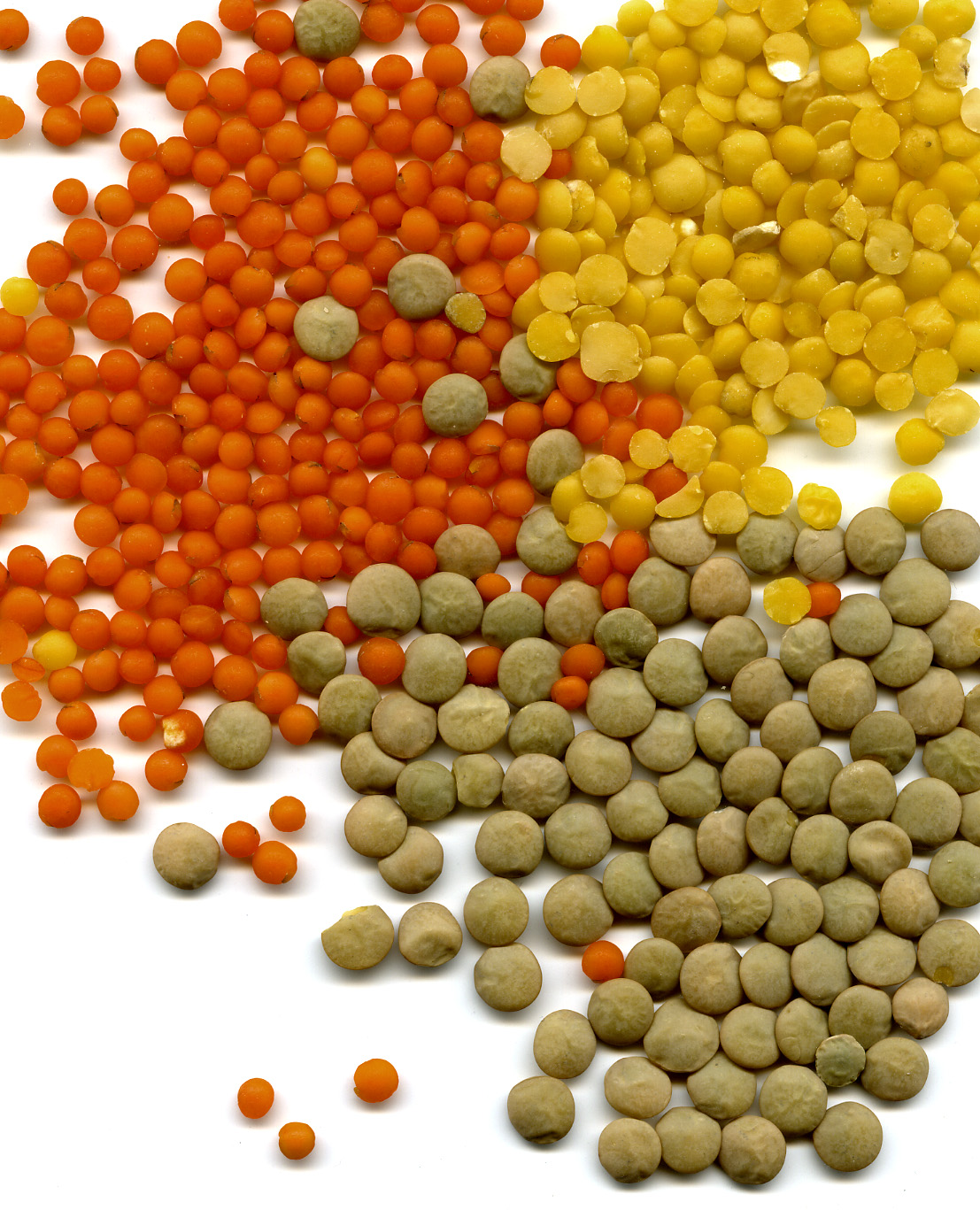
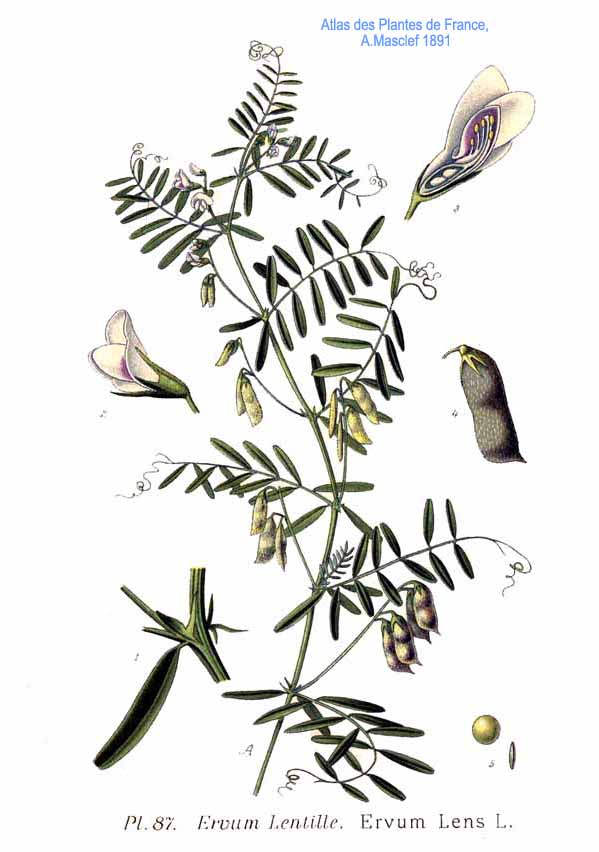
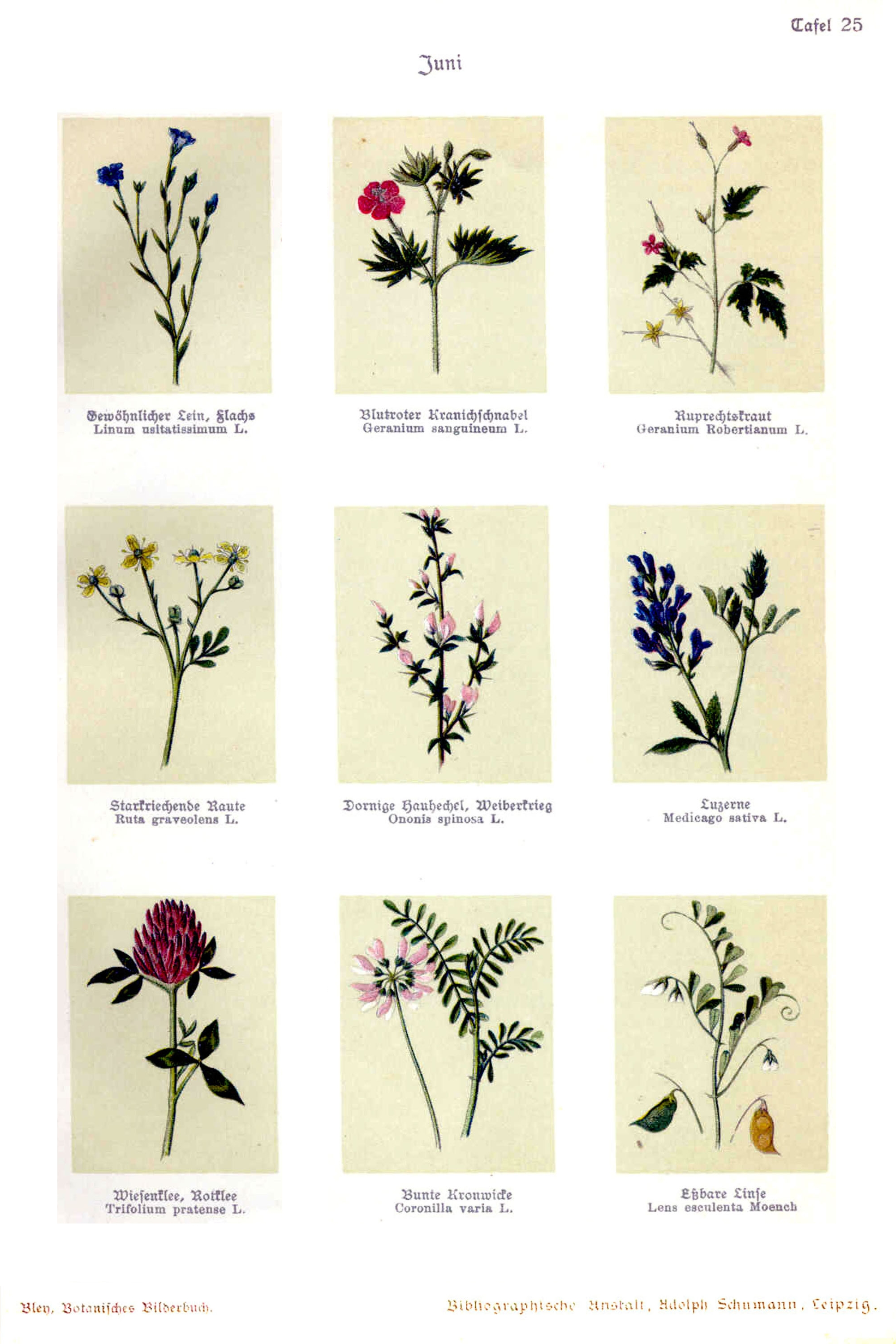

## Nghiên cứu thêm
- Alan Davidson, The Oxford Companion to Food. ISBN 0-19-211579-0
- S S Yadav et al. Lentil: An Ancient Crop for Modern Times. (2007). Springer Verlag. ISBN 9781402063121.